# PXR5
PXR5 è il nono album in studio della space rock band britannica Hawkwind, registrato nel 1978 e pubblicato l'anno successivo.
L'album contiene anche delle tracce originariamente registrate dal vivo ("Uncle Sam's On Mars", "Robot" e "High Rise"), mentre "Infinity" e "Life Form" sarebbero dovute essere parte di un album solista di Dave Brock.

## Tracce
1. Death Trap – 3:51 –  (Calvert/Brock)
2. Jack of Shadows – 3:28 –  (Calvert/House/Shaw)
3. Uncle Sam's on Mars – 5:44 –  (Calvert/Brock/House/King)
4. Infinity – 4:17 –  (Calvert/Brock)
5. Life Form – 1:44 –  (Brock)
6. Robot – 8:14 –  (Calvert/Brock)
7. High Rise – 4:36 –  (Calvert/House)
8. PXR5 – 5:39 –  (Brock)

## Formazione
- Robert Calvert - voce (tracce 1-3,6,7)
- Dave Brock - chitarra, tastiere, voce
- Adrian Shaw - basso (tracce 2,3,6-8)
- Simon House - violino, tastiere (tracce 2,3,6-8)
- Simon King - batteria (tutte tranne la traccia 5)